# Panas Saksahanskyj

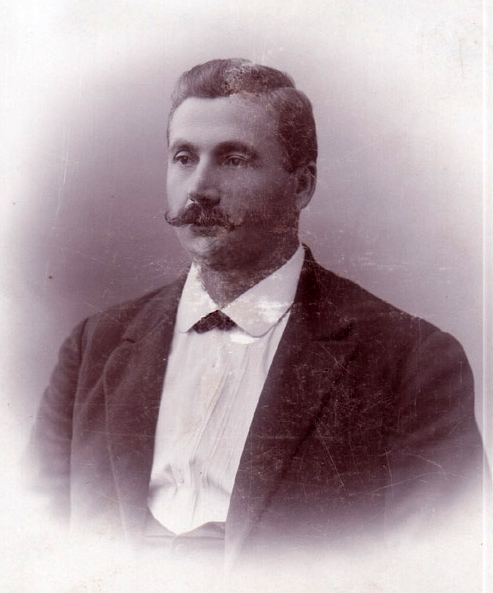
Panas Saksahanskyj 1893

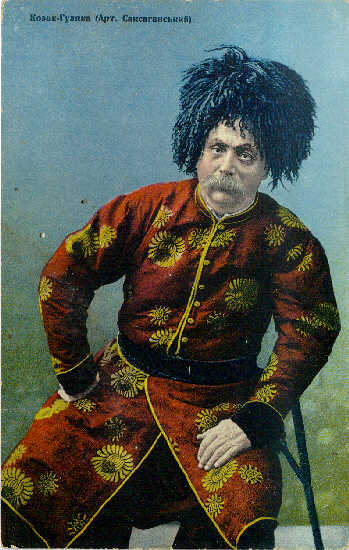
Saksahanskyj in einer Aufführung als Kosake, 1905

Panas Karpowytsch Saksahanskyj (ukrainisch Пана́с Ка́рпович Саксага́нський; * 15. Märzjul. / 27. März 1859greg. in Kamjano-Kostuwate (Кам'яно-Костувате), Gouvernement Cherson, Russisches Kaiserreich; † 17. September 1940 in Kiew, Ukrainische SSR) war ein ukrainischer Theaterschauspieler und Regisseur.

## Leben
Panas Saksahanskyj kam als Panas Tobilewytsch im Dorf Kamjano-Kostuwate in der heutigen ukrainischen Oblast Mykolajiw als Sohn einer verarmten Adelsfamilie zur Welt. Er war der Bruder von Iwan Karpenko-Karyj, Marija Sadowska-Barilotti und Mykola Sadowskyj.
Die Grundschule besuchte er im Schulbezirk Bobrynez und ab 1875 trat er als Laienschauspieler unter der Leitung von Marko Kropywnyzkyj, dessen Schüler und Anhänger er wurde, in Jelisawetgrad, dem heutigen Kropywnyzkyj, auf. 1877 schloss er das Gymnasium in Jelisawetgrad, an dem der spätere Verleger Jewhen Tschykalenko sein Klassenkamerad war, ab und ging 1878 an die Kadettenschule in Odessa zum Militärdienst.
Ab 1883 war er als Schauspieler bei den professionellen Theatergruppen von Mychajlo Staryzkyj, Marko Kropywnyzkyj (ab 1885), und Mykola Sadowskyj (ab 1888) tätig. Zwischen 1890 und 1909 leitete er eine eigene Theatergruppe an der u. a. die ukrainische Theaterschauspielerin Marija Sankowezka auftrat. Von 1910 bis 1915 war er mit verschiedenen Theatergruppen in Städten der Ukraine und Russland auf Tour.
Er starb in Kiew und wurde auf dem Baikowe-Friedhof beerdigt.

## Werk
- Gedanken über das Theater[5]

## Ehrungen
- 1936 Volkskünstler der UdSSR[3]
- 1924 Held der Arbeit[3]
- Anlässlich seines 160. Geburtstages gab die Nationalbank der Ukraine 2019 ihm zu Ehren eine 2-Hrywnja-Gedenkmünze heraus.[6]